# Мала Карначівка
Мала́ Карначі́вка — село в Україні, у Лановецькій міській громаді Кременецького району Тернопільської області. Розташоване на річці Буглівка, на півдні району. До 2020 року підпорядковане Ванжулівській сільраді. Раніше називалося Карначівка Друга.
Населення — 222 особи (2001).

## Історія
12 червня 2020 року, відповідно до розпорядження Кабінету Міністрів України № 724-р «Про визначення адміністративних центрів та затвердження територій територіальних громад Тернопільської області» увійшло до складу Лановецької міської громади.
19 липня 2020 року, в результаті адміністративно-територіальної реформи та ліквідації Лановецького району, село увійшло до складу Кременецького району.

## Населення

### Мова
Розподіл населення за рідною мовою за даними :
| Мова       | Кількість | Відсоток |
| ---------- | --------- | -------- |
| українська | 221       | 99.55%   |
| російська  | 1         | 0.45%    |
| Усього     | 222       | 100%     |

## Пам'ятки
Є капличка. Зберігся пам'ятник на місці панської садиби.

## Галерея

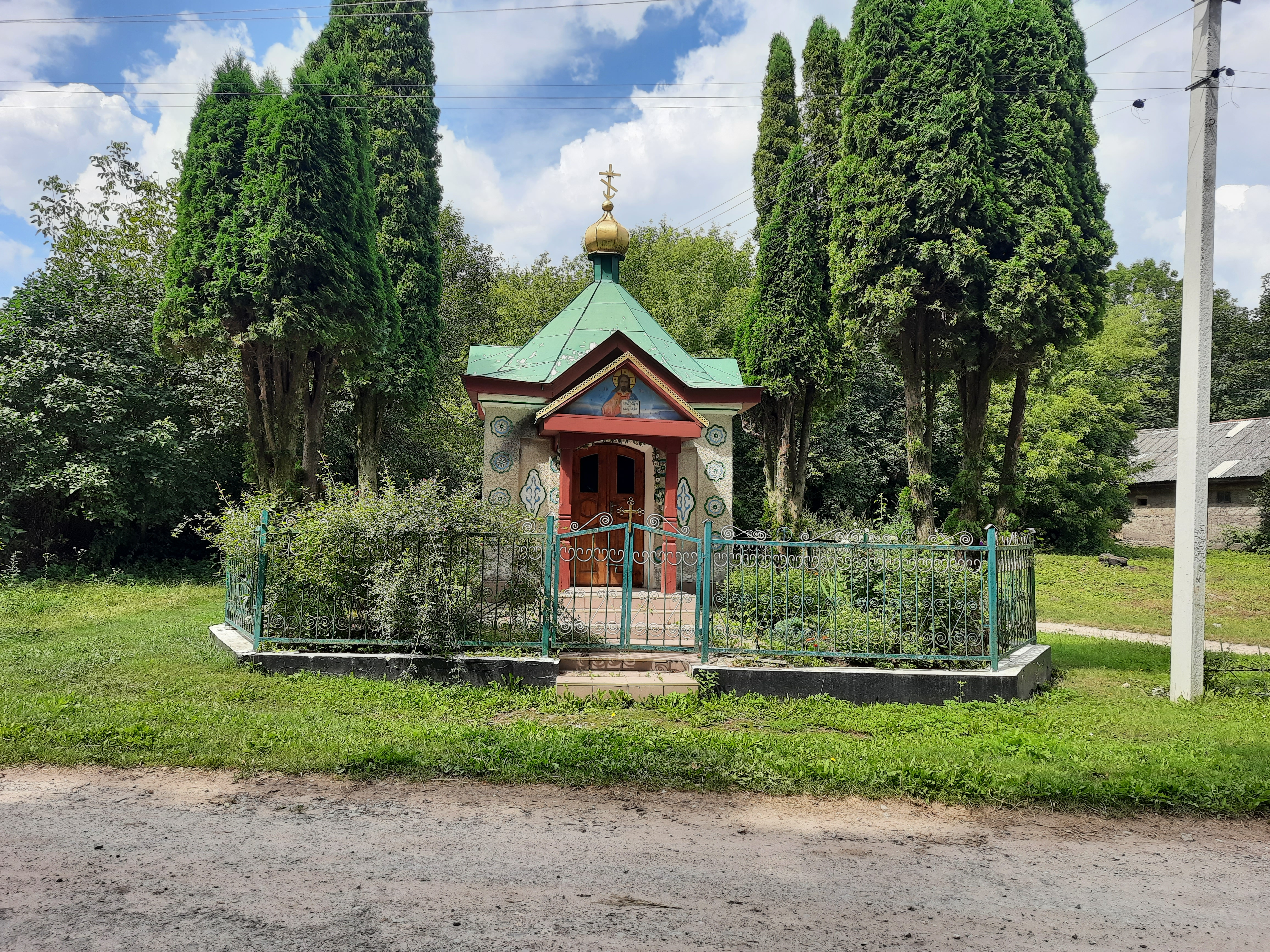
Капличка
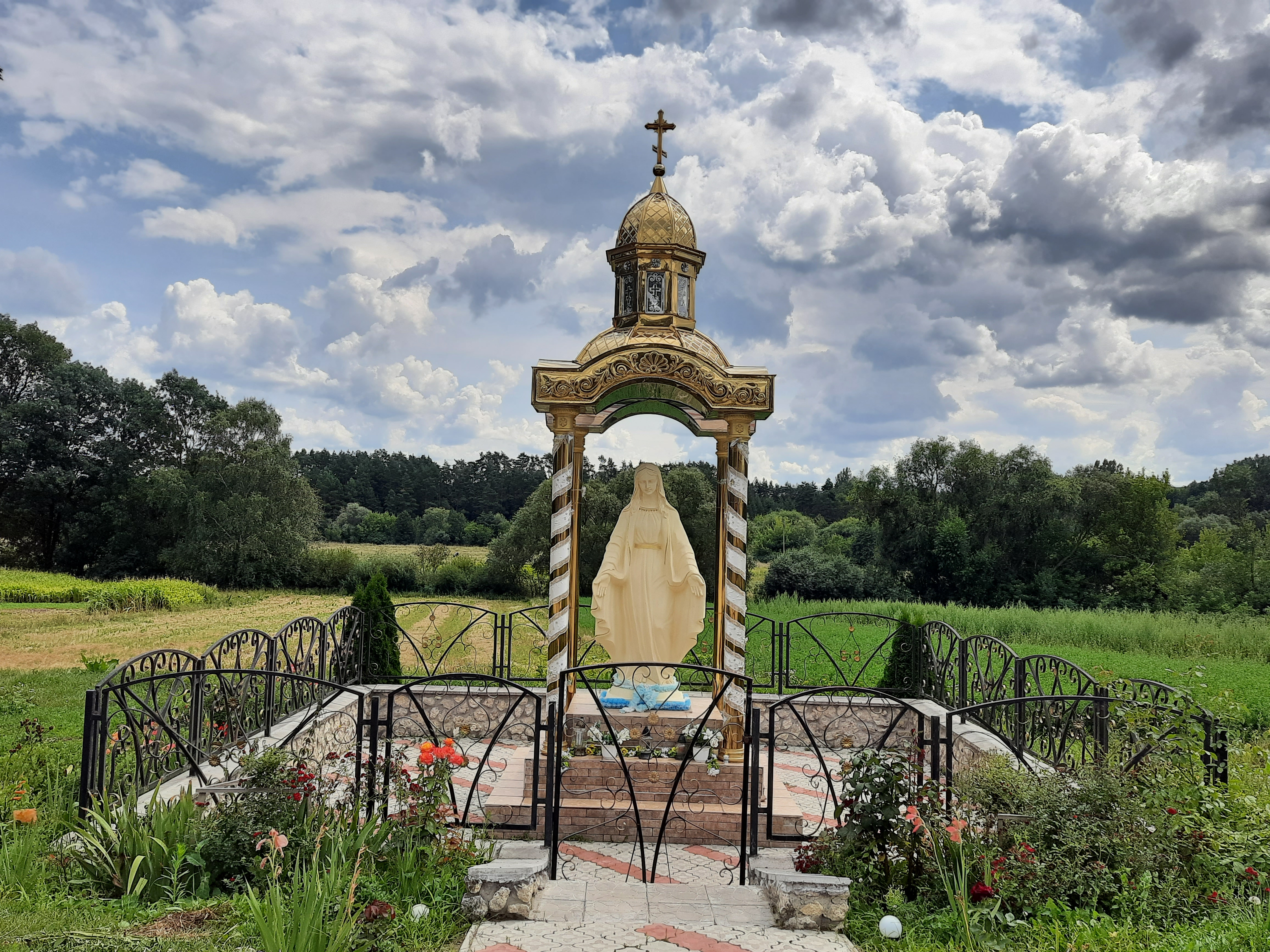
Статуя Божої Матері
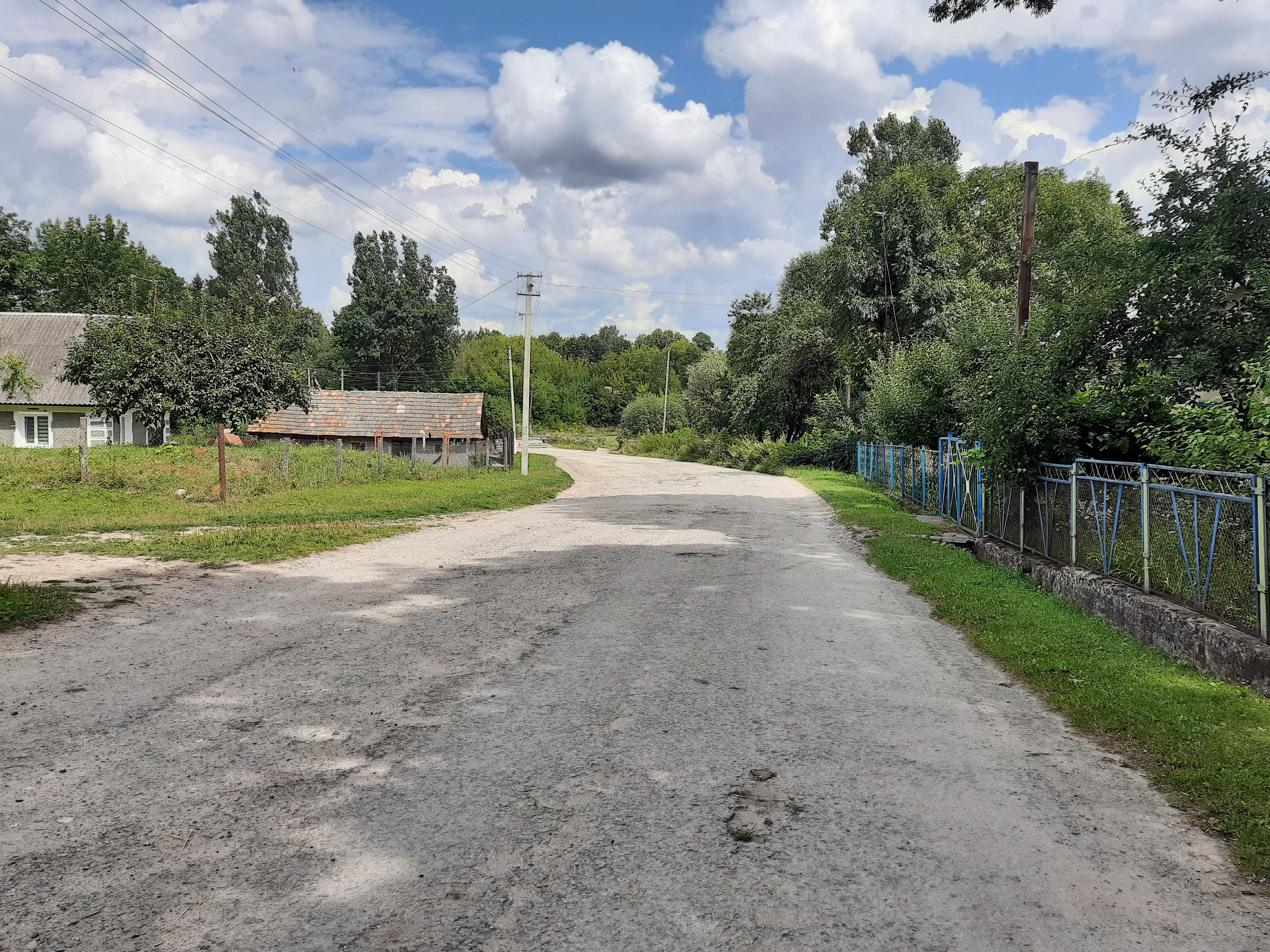
Сільський пейзаж
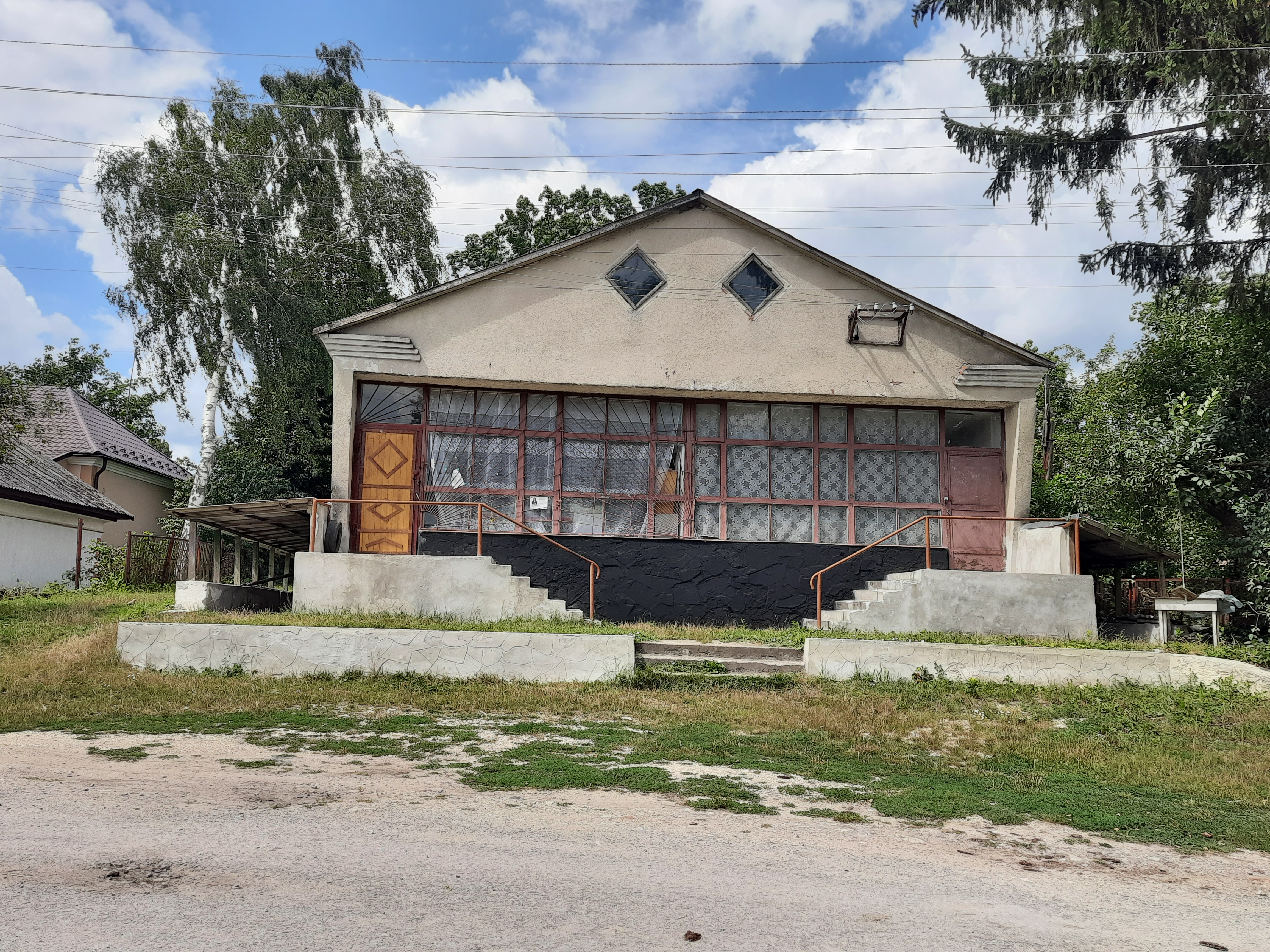
Крамниця
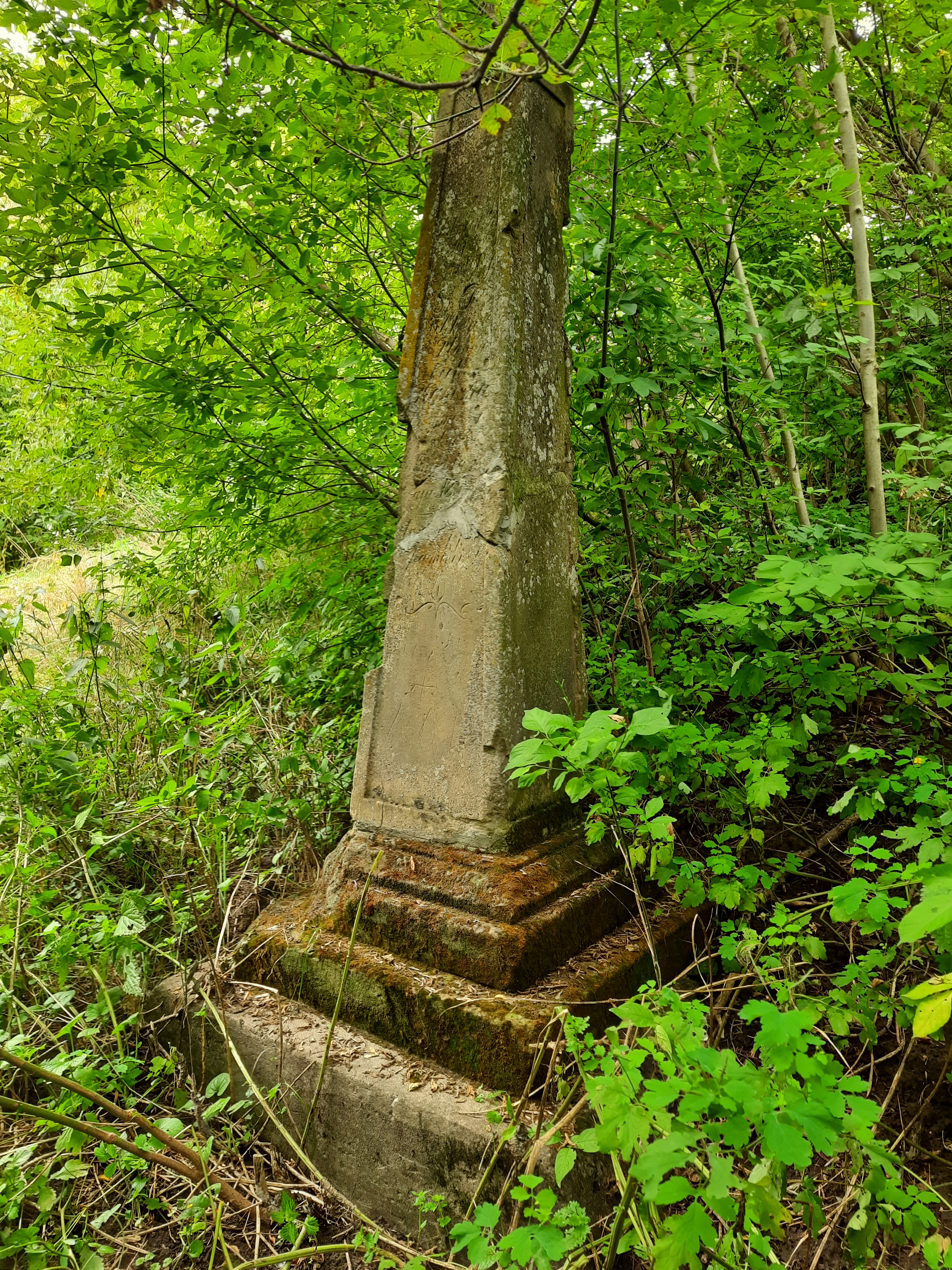
Пам'ятник на місці панської садиби.